# Maynor Figueroa
Maynor Alexis Figueroa Róchez (Jutiapa, 2 mei 1983) is een Hondurees voormalig voetballer die doorgaans als verdediger speelde. Hij speelde in Honduras, Engeland en de Verenigde Staten. Figueroa debuteerde in 2003 in het Hondurees voetbalelftal, waarvoor hij met 181 wedstrijden recordinternational is.

## Clubcarrière
Figueroa debuteerde in het seizoen 1999/2000 in het betaald voetbal bij Club Deportivo Victoria. In 2003 maakte hij een binnenlandse transfer naar Club Deportivo Olimpia. Daarmee werd hij tussen 2003 en 2008 één keer kampioen van de Apertura (eerste seizoenshelft) en vier keer van de Clausura (tweede seizoenshelft). In 2008 vertrok Figueroa naar Wigan Athletic, waar hij een basiskracht werd. In de zomer van 2013 nam Hull City hem over. In het seizoen 2013/14 speelde hij bij Hull City mee in 32 competitieduels. Hij stond met Hull City AFC in de finale van de strijd om de FA Cup 2014, die de ploeg van trainer-coach Steve Bruce met 3-2 verloor van Arsenal. Figueroa kwam in dat duel niet in actie. Op 28 mei 2015 verliet Figueroa Hull City. Vervolgens tekende hij op 7 augustus 2015 een contract bij het Amerikaanse Colorado Rapids. Zijn debuut maakte hij op 15 augustus 2015 tegen San Jose Earthquakes. In 2016 verkaste hij naar FC Dallas, waar hij tot 2018 speelde.

## Interlandcarrière
Met het nationale team van Honduras plaatste Figueroa zich voor het wereldkampioenschap voetbal 2010, de tweede deelname aan een wereldkampioenschap voetbal in de geschiedenis van het land. Hij speelde alle drie de wedstrijden van Honduras van begin tot eind mee. Figueroa maakte zijn debuut in de nationale ploeg van Honduras op 31 januari 2003 in de vriendschappelijke thuiswedstrijd tegen Argentinië (1–3) in San Pedro Sula. Hij viel na 30 minuten in voor Héctor Gutiérrez en kreeg bij zijn debuut vlak na rust een rode kaart van scheidsrechter Neftali Recinos uit El Salvador. In 2014 werd Figueroa opgenomen in de selectie voor het wereldkampioenschap voetbal 2014 in Brazilië.

## Erelijst
C.D. Olimpia
- Liga Nacional de Honduras

2003/04, 2004/05, 2005/06,
 Wigan Athletic
- FA Cup

2012/13